# The Tra La La Song (One Banana, Two Banana)
The Tra La La Song (One Banana, Two Banana) è stata scritta da Mark Barkan e Ritchie Adams ed è stata la sigla del programma televisivo per ragazzi Lo Show dei Banana Splits.
Edita nel 1968 dalla Decca Records, faceva parte dell'album intitolato We're the Banana Splits: il singolo raggiunse la posizione n° 96 nella Billboard Hot 100 l'8 febbraio del 1969.
Nel 1995, la Hollywood Library ha prodotto la riedizione in CD con tiratura limitata a 1 000 copie ribattezzata We're the Banana Splits/Here Come the Beagles che, oltre alla versione originale, comprende una versione alternativa della canzone.
Cal Tjader è uscito con una sua versione della canzone nel 1969 dal titolo ridotto semplicemente a Tra La La Song, che figura nell'album Plugs In.

## Cover
Nel 1979, il gruppo punk rock The Dickies ha avuto successo con la sua interpretazione della canzone intitolata per l'occasione Banana Splits (Tra La La Song), raggiungendo la posizione n° 7 nelle classifiche inglesi dei singoli. Questa versione è stata successivamente inserita nei film: Kick-Ass  e Nimona.
Nel 2019 la rock band americana Fall Out Boy ha registrato una cover per il film The Banana Splits Movie.
Un'altra interpretazione di The Tra La La Song (One Banana, Two Banana) ad opera di Liz Phair e dei Material Issue, è inclusa nell'album tributo del 1995 Saturday Morning: Cartoons' Greatest Hits, prodotto da Ralph Sall per la MCA Records.